# Siarhei Smal
Siarhei Mikalayevich Smal (en bielorruso: Сяргей Мікалаевіч Смаль, en ruso: Сергей Николаевич Смаль, Serguéi Nikoláyevich Smal; Réchytsa, 30 de septiembre de 1968) es un deportista bielorruso que compitió para la Unión Soviética en lucha libre.
Participó en dos Juegos Olímpicos de Verano, obteniendo una medalla de plata en Barcelona 1992, en la categoría de 57 kg; y el undécimo lugar en Atlanta 1996.
Ganó tres medallas en el Campeonato Mundial de Lucha entre los años 1990 y 1994, y cinco medallas en el Campeonato Europeo de Lucha entre los años 1993 y 2000.

## Palmarés internacional
| Representando a la URSS           |                         |                   |           |
| Campeonato Mundial                |                         |                   |           |
| Año                               | Lugar                   | Medalla           | Categoría |
| 1990                              | Tokio (Japón)           | Medalla de bronce | 57 kg     |
| 1991                              | Varna (Bulgaria)        | Medalla de oro    | 57 kg     |
| Representando al Equipo Unificado |                         |                   |           |
| Juegos Olímpicos                  |                         |                   |           |
| Año                               | Lugar                   | Medalla           | Categoría |
| 1992                              | Barcelona (España)      | Medalla de plata  | 57 kg     |
| Representando a Bielorrusia       |                         |                   |           |
| Campeonato Mundial                |                         |                   |           |
| Año                               | Lugar                   | Medalla           | Categoría |
| 1994                              | Estambul (Turquía)      | Medalla de plata  | 62 kg     |
| Campeonato Europeo                |                         |                   |           |
| Año                               | Lugar                   | Medalla           | Categoría |
| 1993                              | Estambul (Turquía)      | Medalla de plata  | 57 kg     |
| 1995                              | Friburgo (Alemania)     | Medalla de bronce | 62 kg     |
| 1996                              | Budapest (Hungría)      | Medalla de bronce | 62 kg     |
| 1998                              | Bratislava (Eslovaquia) | Medalla de plata  | 63 kg     |
| 2000                              | Budapest (Hungría)      | Medalla de plata  | 63 kg     |